# Ильино (Пореченская волость)
Ильино — деревня в Великолукском районе Псковской области России. Входит в состав сельского поселения «Борковская волость».
Расположена на юго-западе района в 2 км от левого берега реки Ловать, в 41 км к юго-западу от центра города Великие Луки и в 19 км к северо-востоку от волостного центра деревни Борки.

## Население
Численность населения деревни по оценке на 2000 год составляла 19 человек, на 2010 год — 10 человек.